# 제이에스코퍼레이션
제이에스코퍼레이션(영어: JS Corp.)은 대한민국의 핸드백 OEM 기업이다. 본사는 서울특별시 송파구 위례성대로 138 (방이동)에 위치해 있으며 대표이사는 홍재성이다.

## 투자
블루코브자산운용(블루코브)과 함께 2023년 6월에 그랜드 하얏트 호텔을 인수했다.

## 상장
2016년 2월 4일에 공모가 23,000원에 상장하였다.

## 참고문헌
1. ↑  명품백 OEM사 제이에스코퍼레이션, 상한가 이어 12%대 ‘급등’, 조선비즈, 2023.10.25
2. ↑  홍재성 제이에스코퍼레이션 대표이사 회장, 비즈니스포스트, 2023-10-27
3. ↑  겹악재 가득한 제이에스코퍼레이션…실적 난항에 자금 소요까지, 뉴스토마토, 2023-10-06